# Regierung Fadden
Die Regierung Fadden regierte Australien vom 29. August 1941 bis zum 7. Oktober 1941. Es handelte sich um eine Koalitionsregierung der United Australia Party (UAP) und der Country Party (CP).
Die Vorgängerregierung war eine Koalitionsregierung der UAP und der CP unter Premierminister Robert Menzies. Als sich seine Kabinettskollegen am 28. August 1941 weigerten ihm das Vertrauen auszusprechen, trat Menzies zurück. Es folgte eine UAP-CP-Regierung mit dem Vorsitzenden der Country Party Arthur Fadden als Premierminister. Nachdem die Regierung am 3. Oktober 1941 eine Abstimmung im Parlament verlor, beauftragte Generalgouverneur Alexander Hore-Ruthven den Vorsitzenden der Labor Party, John Curtin, mit der Bildung einer neuen Regierung.

## Ministerliste
| Minister                                       | Minister                | Minister | Minister                          | Minister |
| Amt                                            | Minister                | Partei   | Amtszeit                          | Bild     |
| ---------------------------------------------- | ----------------------- | -------- | --------------------------------- | -------- |
| Premierminister                                | Arthur Fadden           | CP       | 29. August 1941 – 7. Oktober 1941 |          |
| Schatzminister                                 | Arthur Fadden           | CP       | 29. August 1941 – 7. Oktober 1941 |          |
| Minister für die Koordination der Verteidigung | Robert Menzies          | UAP      | 29. August 1941 – 7. Oktober 1941 |          |
| Generalstaatsanwalt                            | Billy Hughes            | UAP      | 29. August 1941 – 7. Oktober 1941 |          |
| Marineminister                                 | Billy Hughes            | UAP      | 29. August 1941 – 7. Oktober 1941 |          |
| Armeeminister                                  | Percy Spender           | UAP      | 29. August 1941 – 7. Oktober 1941 |          |
| Minister für Versorgung und Entwicklung        | George McLeay           | UAP      | 29. August 1941 – 7. Oktober 1941 |          |
| Vizepräsident des Executive Council            | George McLeay           | UAP      | 29. August 1941 – 7. Oktober 1941 |          |
| Minister für die Luftwaffe                     | John McEwen             | CP       | 29. August 1941 – 7. Oktober 1941 |          |
| Minister für die Luftfahrt                     | John McEwen             | CP       | 29. August 1941 – 7. Oktober 1941 |          |
| Innenminister                                  | Harry Foll              | UAP      | 29. August 1941 – 7. Oktober 1941 |          |
| Informationsminister                           | Harry Foll              | UAP      | 29. August 1941 – 7. Oktober 1941 |          |
| Wirtschaftsminister                            | Earle Page              | CP       | 29. August 1941 – 7. Oktober 1941 |          |
| Außenminister                                  | Frederick Stewart       | UAP      | 29. August 1941 – 7. Oktober 1941 |          |
| Gesundheitsminister                            | Frederick Stewart       | UAP      | 29. August 1941 – 7. Oktober 1941 |          |
| Sozialminister                                 | Frederick Stewart       | UAP      | 29. August 1941 – 7. Oktober 1941 |          |
| Munitionsminister                              | Philip McBride          | UAP      | 29. August 1941 – 7. Oktober 1941 |          |
| Minister für Handel und Zölle                  | Eric Harrison           | UAP      | 29. August 1941 – 7. Oktober 1941 |          |
| Minister für Arbeit und Wehrdienst             | Harold Holt             | UAP      | 29. August 1941 – 7. Oktober 1941 |          |
| Minister für Repatriierung                     | Herbert Collett         | UAP      | 29. August 1941 – 7. Oktober 1941 |          |
| Generalpostmeister                             | Thomas Collins          | CP       | 29. August 1941 – 7. Oktober 1941 |          |
| Minister für Flugzeugproduktion                | John Leckie             | UAP      | 29. August 1941 – 7. Oktober 1941 |          |
| Verkehrsminister                               | Hubert Lawrence Anthony | CP       | 29. August 1941 – 7. Oktober 1941 |          |
| Minister für Kriegswirtschaft                  | Eric Spooner            | UAP      | 29. August 1941 – 7. Oktober 1941 |          |
| Minister für Heimatschutz                      | Joe Abbott              | CP       | 29. August 1941 – 7. Oktober 1941 |          |
| Minister für die Außenterritorien              | Allan McDonald          | UAP      | 29. August 1941 – 7. Oktober 1941 |          |